# Geertruida Jacoba Hilverdink
Geertruida Jacoba Hilverdink, later Grevelink-Hilverdink (Amsterdam, gedoopt 11 augustus 1786 – Amsterdam, 14 augustus 1827) was een Nederlands toneelspeelster, die vooral in Amsterdam en Rotterdam furore maakte. Met haar collega's Theo Majofski, Ward Bingley, Andries, Helena en Anna Maria Snoek, en Johanna Cornelia Wattier behoorde ze tot de bekendste acteurs van het classicistische toneel, dat in deze periode tot grote bloei kwam. Van laatstgenoemde actrice was ze de gedoodverfde opvolgster, een verwachting die ze door haar tragische levenseinde, kort na het overlijden van Wattier, niet heeft kunnen waarmaken.

## Biografische schets
Geertruida Jacoba Hilverdink werd geboren als achtste van dertien kinderen van de toneelspelers Alexander Willem Hilverdink (1734-1799) en diens tweede vrouw, Anna Margaretha Gisser (1754-1821). Vier van Geertruida's oudere broers en zussen stierven op jonge leeftijd; alle anderen werden in meer of mindere mate verdienstelijke toneelspelers. Haar broer Jacobus Marinus Hilverdink trouwde later met de kleindochter van de bekende theatervernieuwer Marten Corver. Het gezin woonde aan de Leidsegracht, vlak bij de Amsterdamse Schouwburg, waaraan beide ouders als acteurs verbonden waren. Daar behoorden ze waarschijnlijk niet tot de best betaalde acteurs, want toen hun gages in 1796 door de schouwburgdirectie werden gehalveerd, raakte het gezin in financiële moeilijkheden. De schulden liepen flink op, zodat de Desolate Boedelkamer beslag legde op de inboedel. Uit een verklaring van de moeder blijkt dat een aantal kinderen in die tijd al bijdroegen aan het gezinsinkomen door ook toneel te spelen. Dat gold zeker voor Geertruij's elf jaar oudere zus Helena en haar drie jaar oudere broer Jacobus. In 1799 overleed hun vader, waarna het gezin, op de oudste dochter Helena na, naar Rotterdam verhuisde.
Geertruida's toneeldebuut was waarschijnlijk tussen 1800 en 1804 bij het reizende gezelschap van Herman 's-Gravezande en Jannetje Ramp, met wie de familie Hilverdink bevriend was. In 1804 debuteerde ze aan de Rotterdamse Schouwburg in het gezelschap van haar nieuwe mentor, Ward Bingley.

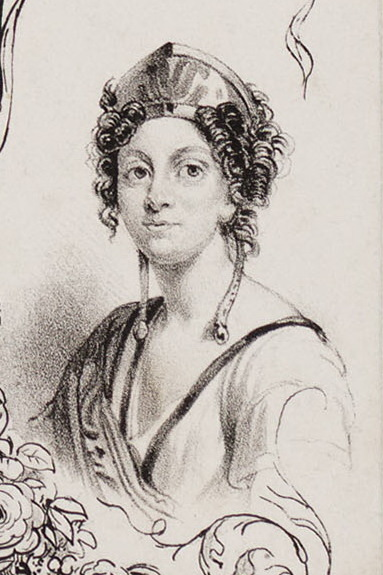
Hilverdink aan het begin van haar carrière, ca. 1805

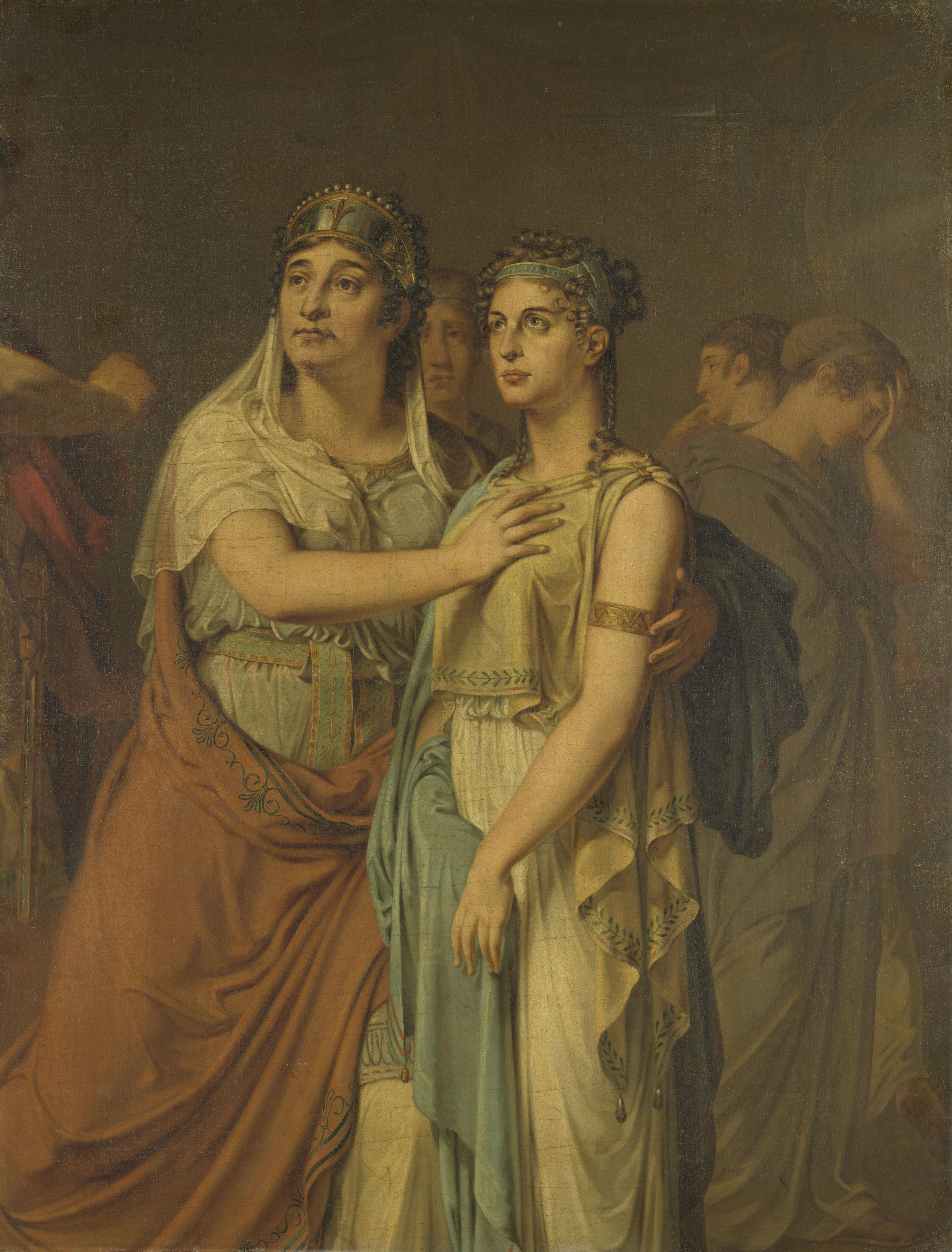
Wattier en Hilverdink in Racine's Iphigenia

Op 22 november 1806 trouwde ze in Cool, bij Rotterdam, met Jacobus Grevelink (1781-na 1855), een op dat moment werkloze luitenant-ter-zee, die een jaar eerder een buitenechtelijk kind had verwekt bij het dienstmeisje van zijn vader. Geertruida zou met hem twaalf kinderen krijgen, van wie er vijf jong overleden. Het eerste kind stierf al na enkele maanden, het tweede, zoon Alexander Willem, bleef leven. Kort na zijn geboorte verhuisde het gezin naar Amsterdam. Het staat buiten kijf dat het moeizame huwelijk (Grevelink was ofwel werkloos, ofwel zwierf op zee), de elkaar opvolgende zwangerschappen en de zorg voor het gezin van grote invloed zijn geweest op de toneelcarrière van Geertruida.
In februari 1809 debuteerde Geertruida Grevelink-Hilverdink in de Amsterdamse Stadsschouwburg. De criticus A.L. Barbaz zag in haar al meteen "zeer veel kunstvermogen" en "veel geschiktheid" voor het treurspel. In de jaren daarop volgend stond ze regelmatig op de planken met de grote ster van het Nederlandse toneel, Johanna Cornelia Ziezenis-Wattier. Andries Snoek en Theo Majofski waren regelmatig haar mannelijke tegenspelers. In 1815 trad Ziezenis-Wattier terug en Grevelink-Hilverdink volgde haar op als 'eerste actrice'. Hoewel sommige recensenten haar de mindere vonden van Wattier, had het publiek veel waardering voor haar speelstijl, die heviger was dan die van haar voorgangster.
Ondertussen kreeg ze het ene kind na het andere, verloor ze opnieuw twee kinderen en stond ze onder grote druk als kostwinner voor haar gezin. Toen haar man in 1817 eindelijk weer werk had en als scheepskapitein naar Indië voer, stond ze er alleen voor, ook toen ze opnieuw een dochter kreeg, die ze enkele maanden later ten grave moest dragen. In 1819 vond haar echtgenoot vast werk aan de wal, maar in 1821 voer hij weer uit, leed schipbreuk, maar keerde in 1823 behouden terug. In 1824 was ze voor de laatste maal zwanger, van een tweeling, maar ook deze kinderen overleden kort na de geboorte.
In 1821 was Geertruida betrokken bij het Fonds ter Opleiding en Onderrigting van Tooneelkunstenaars voor den Stadsschouwburg in Amsterdam. Namens dit fonds onderwees ze jonge toneelspeelsters in het treurspel-acteren. Een van haar leerlingen was Christina Elisabeth da Silva. In hetzelfde jaar richtte ze met toneelschrijver Samuel Iperusz. Wiselius en toneelvertaler Cornelis van der Vliet het Genootschap voor Uiterlijke Welsprekendheid op, een gratis toneelopleiding, die echter al na enkele jaren teloorging. Op 8 mei 1827 stond ze voor het laatst op de planken als Tullia in Voltaires Brutus.
Op de vroege ochtend van 14 augustus 1827 werd haar lichaam gevonden in de Leidsegracht, vlak bij haar huis en vlak bij de schouwburg. Tijdgenoten waren ervan overtuigd dat ze zelfmoord had gepleegd. Als redenen zijn genoemd de teloorgang van het treurspel in Nederland na 1820, waardoor ze gedwongen werd lichtvoetige rollen te spelen die haar minder lagen. Ook meende men dat ze als gelovige vrouw een innerlijke tweestrijd zou hebben gevoerd in verband met de aard van haar beroep. De acteur Johannes Jelgerhuis suggereerde dat ze manisch-depressief was ("ten prooie aan vreeslijk hartstochtelijke dweperij" en "steeds geneigd tot uitersten"). De toneelhistoricus Johannes Hilman meende dat een "noodlottig huewelijk", "onverdiende rampspoeden" en de zorg voor haar gezin haar mogelijk te veel waren geworden. Haar echtgenoot bleef achter met zeven jonge kinderen en hertrouwde een jaar later.

## Belangrijke rollen
Een selectie van de vele rollen die Geertruida Hilverdink vertolkte (in alfabetische volgorde):
- Alzire, in Voltaires Alzaire
- Amalia, in De onechte zoon van August von Kotzebue
- Amelia, in Voltaires Amelia
- Badeloch, in Vondels Gijsbrecht van Aemstel
- Mevrouw Beverley, in Beverley van Bernard-Joseph Saurin
- Catharina, in Arnoud van Egmond van Samuel Iperusz. Wiselius
- Chimene, in Le Cid van Pierre Corneille (vertaald)
- Clarence, in Shakespeare minnaar van Alexandre Duval
- De dochter, in De arme dichter van August von Kotzebue
- Elize van Wellenthal, in Siegfried van Lindenberg van Philipp Ludwig Bunsen
- Elmire, in Molières De huichelaar
- Fredegonde / Lady Macbeth, in Shakespeares Macbeth, vertaald door P. Boddaert, naar J.-F. Ducis
- Gabriëla, in Gabriëla van Vergy van Jan Nomsz, 1804
- Geertruide, in Shakespeares Hamlet, in een bewerking van Ducis, 1815
- Gernevalde, in Mijnheer de St. Charles van Gernevalde

- Iphigenia, in Racine's Iphigenia (met Ziezenis-Wattier als Clytaemnestra)
- Jacoba, in Jacoba van Beieren van J. de Marre
- Jocaste, in Voltaires Edipus
- Josabeth, in Racines Athalia
- Julia, in Shakespeares Romeo en Julia, in een operabewerking van Christian Felix Weiße
- Liesbeth, in Gesner of het Zwitsersch huisgezin van Ambrosius Justus Zubli
- Louise, in Het zelfgevoel van Ernst August Friedrich Klingemann
- Maria, in Maria van Lalain van Jan Nomsz
- Mathilda, in Wiselius' Adel en Mathilda
- Mevrouw Moorland, in De lasteraar van August von Kotzebue
- Olimpia, in Voltaires Olimpia, 1809
- Palmire, in Voltaires Mahomet
- Zaïre, in Voltaires Zaïre
- Zenobia, in Rhadamistus en Zenobia van Prosper Jolyot Crébillon

## Nalatenschap
Van Geertruida Jacoba Hilverdink zijn diverse geschilderde en getekende portretten bewaard gebleven, waarvan er zich één in de portrettengalerij van de Stadsschouwburg Amsterdam bevindt, een olieverfschilderij van Cornelis Kruseman uit 1820. Het portret, aangeboden door professor Te Winkel, is een van de grootste schilderijen uit de collectie en hangt op een prominente plaats op het Gijsbrechtbordes. Een door Louis Moritz geschilderd dubbelportret van Hilverdink en Wattier in Iphigenia bevindt zich in de collectie van het Rijksmuseum Amsterdam.